# Guild Wars 2
Guild Wars 2 – gra MMORPG wyprodukowana przez studio ArenaNet i wydana przez NCsoft. Premiera odbyła się 28 sierpnia 2012. Jest to kontynuacja Guild Wars z 2005 roku. Gra nie wymaga comiesięcznego abonamentu.
23 października 2015 roku gra otrzymała pierwszy dodatek – Guild Wars 2: Heart of Thorns.

## Fabuła
Akcja gry rozgrywa się 250 lat po wydarzeniach z Guild Wars: Eye of the North. Świat uległ ogromnym przeobrażeniom głównie za sprawą powrotu starożytnych smoków, które zniszczyły znaczną część terenów i miast. Poza tym wynaleziono nowe technologie m.in. broń palną.

### Osobista historia
Fabułę gry gracz poznaje poprzez swoją osobistą historię dziejącą się niezależnie od innych graczy i dynamicznych wydarzeń. Dla każdego gracza tworzona jest instancja znajdująca się w stolicy jego rasy, która zmienia się wraz z przebiegiem fabuły. Samo wprowadzenie do fabuły ma odbywać się już przy tworzeniu postaci poprzez odpowiadanie na pytania dotyczące pochodzenia postaci i wiary. Innymi rzeczami mającymi duży wpływ na historię gracza jest wybór jednego z trzech zakonów walczących ze smokami i wybór sympatii do niegrywalnych ras żyjących w okolicach stolicy.

## Rozgrywka

### Rasy
W grze gracz ma do wyboru pięć różnych ras: asura, charr, człowiek, norn, sylvari.

### Profesje
W grze gracz ma możliwość wyboru 1 z  9 profesji dla swojej postaci: elementalista, wojownik, łowca, nekromanta, strażnik, złodziej, revenant, inżynier, mesmer.

### Dyscypliny
W Guild Wars 2 dostępnych jest osiem tzw. dyscyplin tworzenia przedmiotów.

### Rozwój postaci
W Guild Wars 2 można osiągnąć maksymalnie 80 poziom doświadczenia. Twórcy wprowadzili system, w którym na zdobycie każdego poziomu potrzebne jest tyle samo punktów doświadczenia i czasu. Według twórców podniesienie poziomu doświadczenia postaci o jeden poziom trwa zawsze około półtorej godziny.

## Odbiór gry
Gra zdobyła uznanie recenzentów otrzymując średnią ocen wynoszącą 90/100 punktów według serwisu Metacritic. Chwalono nowe podejście do gatunku MMORPG i dużą różnorodność świata przedstawionego, a krytykowano drobne błędy techniczne. Guild Wars 2 sprzedała się w ponad trzech milionach egzemplarzy.